# Philip Broke
Sir Philip Bowes Vere Broke, I baronetto KCB (/ˈbrʊk/; Nacton, 9 settembre 1776 – Londra, 2 gennaio 1841), fu un famoso ufficiale della Royal Navy. Durante la sua vita fu spesso citato come Broke della Shannon, un riferimento al suo famoso comando della HMS Shannon durante la guerra del 1812.

## Giovinezza
Broke nacque a Broke Hall, presso Nacton, vicino a Ipswich, primogenito di Philip Bowes Broke, nipote di Philip Broke (1702–1762) e discendente di Sir Richard Broke (m. 1529), che servì come Chief Baron of the Exchequer. Fu educato alla Ipswich School, dove una casa fu poi chiamata in suo onore.

## Carriera nella Royal Navy
Nel 1788 Broke entrò nella Royal Naval Academy a Portsmouth e iniziò il servizio attivo come guardiamarina nel 1792. Fu alquanto raro che avesse ricevuto un'educazione navale formale, la maggior parte dei suoi contemporanei ebbero solo un addestramento ''sul campo''. Nel febbraio 1797 servì come terzo tenente sulla fregata HMS Southampton durante la battaglia di Capo San Vincenzo. Nel 1799 fu promosso a capitano di fregata e il 14 febbraio 1801 capitano di vascello.
Il 25 novembre 1802 Broke sposò Sarah Louisa Middleton, figlia di Sir William Fowle Middleton, I Baronetto di Crowfield, nel Suffolk. Ebbero 11 figli, incluso Philip Broke, II Baronetto, George Broke-Middleton e Charles Acton Broke.

### Cattura della USSChesapeake
La sua vittoria più famosa fu quella del 1 giugno 1813, al comando della HMS Shannon, contro la USS Chesapeake, durante la guerra del 1812. Broke prese il comando della Shannon, una fregata da 38 cannoni, il 31 agosto 1806. Nel 1811 Broke ricevette l'ordine di fare rotta per Halifax, in Nuova Scozia, dato che la situazione diplomatica tra America e Regno Unito si stava deteriorando. Il Congresso degli Stati Uniti dichiarò guerra il 18 giugno 1812.
Tra il 1812 e l'inizio del 1813 ci furono una mezza dozzina di scontri navali paragonabili tra navi della Royal Navy e della United States Navy. Gli Americani vinsero ogni volta all'inizio della guerra, mettendo in dubbio il presunto dominio della Royal Navy. Le navi britanniche e americane erano dello stesso tipo, ma non erano della stessa taglia o potenza di fuoco. In tutti gli scontri le navi americane erano più grandi di quelle britanniche, con più equipaggio, bordate più potenti e combatterono meglio. Gli Americani avevano la batteria principale composta da cannoni lunghi da 24 libbre, mentre le navi britanniche avevano cannoni più piccoli da 18 lb. Il peso è riferito al peso delle palle di cannone.
I fatti cambiarono quando la Shannon incontrò la Chesapeake davanti a Boston. Il capitano della Chesapeake rispose alla sfida della nave di Broke. Anche se la Chesapeake era leggermente più grande e aveva un equipaggio molto più numeroso, l'armamento delle due navi era paragonabile. L'artiglieria era però l'area di forza di Broke e l'equipaggio della Shannon era quindi eccezionalmente ben addestrato.
Al tempo il rango delle navi non era accuratamente riflesso sul numero dei cannoni a bordo. Infatti, la HMS Shannon (1065 tons burthen) era classificata come una nave da 38 cannoni, ma ne trasportava in totale 48. La USS Chesapeake (1135 tons burthen) fu classificata da 36 o 38 cannoni, ma ne montava 49. Broke fece montare un certo numero di carronate molto piccole, in modo che anche i mozzi e i guardiamarina più piccoli potessero avere un cannone abbastanza leggero con cui fare pratica. La forza di una nave veniva solitamente calcolata come "peso del metallo". Questo era il peso sommato di tutte le palle di cannone che potevano essere sparata in una bordata. Il peso del metallo britannico era 547 lb, mentre quello americano era di 581 lb. Le due navi erano ben equilibrate, senza alcuna preponderanza di forze.
La Chesapeake fu resa ingovernabile dal fuoco d'artiglieria, abbordata e catturata in 15 minuti dall'apertura del fuoco. 56 marinai della Chesapeake furono uccisi e 85 feriti, incluso il comandante, James Lawrence, che morì il 4 giugno per le ferite riportate. Fu riportato che l'ultimo comando di Lawrence fosse stato "Don't give up the ship", "non abbandonate la nave". Sulla Shannon 24 furono uccisi e 59 feriti, incluso Broke, che fu gravemente ferito alla testa mentre guidava l'abbordaggio. La ferita alla testa, dovuta ad un fendente di sciabola d'abbordaggio che aveva esposto il cervello, era molto grave e accompagnata da una copiosa perdita di sangue. La flebotomia, pratica comune dell'epoca, non fu praticata dal chirurgo di bordo della Shannon, il signor Alexander Jack, fatto che sicuramente aiutò Broke. Il resoconto del chirurgo descrive la ferita come "un profondo taglio sull'osso parietale, che si estende dalla sommità del capo verso l'orecchio sinistro, [L'osso] è penetrato per almeno tre pollici di lunghezza."
Il tenente Provo Wallis, originario della Nuova Scozia, prese il comando della Shannon mentre questa tornava con la sua preda verso Halifax, mentre i chirurghi lavoravano per salvare Broke. Ad Halifax Broke tornò in salute, ospite della residenza del Commissioner, situata nell'Arsenale di Halifax.
La vittoria della Shannon fece scalpore sia negli Stati Uniti che in Gran Bretagna. Come riconoscimento, Broke fu nominato baronetto il 25 settembre 1813. Il 3 gennaio 1815 fu nominato Cavaliere Commendatore dell'Ordine del Bagno. Ricevette anche la Naval Gold Medal, una di solo otto assegnate per singole azioni navali tra il 1794 e il 1816. Le ferite ricevute gli preclusero il servizio attivo, ma Broke continò a servire nella Royal Navy come specialista dell'artiglieria navale. Fu promosso a retroammiraglio il 22 luglio 1830.
Suo fratello minore, Charles Broke, poi Charles Broke Vere, si arruolò nell'Esercito Britannico. Charles servì sotto il Duca di Wellington. Raggiunse il grado di maggior generale e fu nominato cavaliere.